# Association florensacoise de tambourin
Maillots
Le Association florensacoise de tambourin ou Florensac tambourin est un club français de balle au tambourin localisé à Florensac (Hérault). Les deux équipes fanions du club évoluent parmi l'élite en 2010 (Championnat de France de balle au tambourin et Championnat de France de balle au tambourin féminin), mais les hommes sont relégués en N2 à l'issue de la saison.

## Histoire
La pratique du tambourin commence dès les années 1870 à Florensac, et plusieurs formations portent les couleurs florensacoises tel le Tambourin club florensacois avant la Seconde Guerre mondiale.
Le club actuel est fondé en 1993. Les féminines qui débutent leurs activités en 1994 disputent la finale de la Coupe de France dès leur entrée en compétition. Elles renouvellent cette performance en 2003.
En salle, l'équipe masculine devient vice-championne d'Europe en 2005, puis championne d'Europe en 2010 et 2013.